# Julián Garde
José Julián Garde López-Brea (Madrid, 27 de agosto de 1966) es un veterinario, waterpolista, catedrático universitario e investigador español, rector de la Universidad de Castilla-La Mancha (UCLM) desde 2020.

## Biografía
Nació el 27 de agosto de 1966 en Madrid. Se licenció en Veterinaria por la Universidad Complutense de Madrid en 1989, año en el que accedió como investigador al Instituto Nacional de Investigación y Tecnología Agraria (INIA). Compaginó la labor universitaria con el waterpolo, militando en varios clubes madrileños como el Club Natación Ondarreta de Alcorcón y el Club Waterpolo Pozuelo. Con el Real Canoe participó en el Campeonato del Mundo de Waterpolo Máster celebrado en San Francisco (Estados Unidos) en 2006.
Se doctoró en 1993 con la máxima calificación, obteniendo plaza en la Universidad  de Castilla-La Mancha como profesor de Producción Animal de la Escuela Técnica Superior de Ingenieros Agrónomos y de Montes de Albacete. En la capital oriental de Castilla-La Mancha perteneció a las filas del Polideportivo Waterpolo Albacete antes de fundar el Club Waterpolo Albacete, entidad deportiva que presidió desde entonces.
En 2003 se convirtió en catedrático de Producción Animal de la UCLM, donde fue docente también de su Facultad de Farmacia. Fue director del Instituto de Investigación en Recursos Cinegéticos entre 2003 y 2004. Es académico de número de la Real Academia de Ciencias Veterinarias de España, de la Real Academia de Doctores de España y de la Real Academia de Medicina de Castilla-La Mancha. Fue
vicerrector de Investigación y Política Científica de la UCLM desde 2011 hasta 2020.

### Rector de la UCLM
El 3 de diciembre de 2020 se impuso por amplia mayoría en las elecciones de la Universidad de Castilla-La Mancha  con el 71 % del voto ponderado frente al 28 % del anterior rector Miguel Ángel Collado, tomando posesión de su cargo como rector de la universidad el 23 de diciembre. 
El 22 de diciembre dio a conocer al equipo de Gobierno de la Universidad de Castilla-La Mancha, compuesto por ocho mujeres y siete hombres que dirigen los diferentes departamentos de gobierno de la universidad (los 13 vicerrectorados, la Secretaría General y la Gerencia) y que tomaron posesión de sus cargos el 23 de diciembre.
En septiembre de 2021 fue nombrado presidente de la comisión sectorial de I+D+i de la Conferencia de Rectores de las Universidades Españolas (Crue). En diciembre de 2021 el Ministerio de Defensa le concedió la Gran Cruz del Mérito Aeronáutico con distintivo blanco.

## Distinciones
- Miembro de Mérito de la Fundación Carlos III (2021)
- Gran Cruz del Mérito Aeronáutico (2021)